# Podochlus longispinus
Podochlus longispinus är en tvåvingeart som beskrevs av Lars Zakarias Brundin 1966. Podochlus longispinus ingår i släktet Podochlus och familjen fjädermyggor. Inga underarter finns listade i Catalogue of Life.